# Gran Premio de los Países Bajos de Motociclismo de 1965
El Gran Premio de los Países Bajos de Motociclismo de 1965 fue la sexta prueba de la temporada 1965 del Campeonato Mundial de Motociclismo. El Gran Premio se disputó el 26 de junio de 1965 en el Circuito de Assen.

## Resultados 500cc
En 500cc, Mike Hailwood ganó su cuarto Gran Premio de 500cc consecutivo. El compañero de equipo Giacomo Agostini piloto muy por detrás. Paddy Driver, que estaba haciendo la mejor temporada de su carrera con su Matchless G50, terminó tercero.
| Pos.    | Piloto           | Equipo    | Tiempo       | Pts. |
| ------- | ---------------- | --------- | ------------ | ---- |
| 1       | Mike Hailwood    | MV Agusta | 1h 04' 59" 6 | 8    |
| 2       | Giacomo Agostini | MV Agusta | +52" 8       | 6    |
| 3       | Paddy Driver     | Matchless | +1' 37" 5    | 4    |
| 4       | John Cooper      | Norton    | +1' 39" 6    | 3    |
| 5       | Jack Ahearn      | Norton    | +3' 23" 6    | 2    |
| 6       | Dan Shorey       | Norton    | +1 Vuelta    | 1    |
| 7       | Chris Conn       | Norton    | +1 Vuelta    |      |
| 8       | Karl Hoppe       | Matchless | +1 Vuelta    |      |
| 9       | Rudi Thalhammer  | Norton    | +1 Vuelta    |      |
| 10      | Syd Mizen        | Matchless | +1 Vuelta    |      |
| 11      | Jack Findlay     | Matchless | +1 Vuelta    |      |
| 12      | Stuart Graham    | Matchless | +1 Vuelta    |      |
| 13      | Roy Ingram       | Norton    | +1 Vuelta    |      |
| 14      | Lewis Young      | Matchless | +1 Vuelta    |      |
| 15      | John Mawby       | Norton    | +1 Vuelta    |      |
| Ret     | Derek Minter     | Norton    | Ret          |      |
| Ret     | Robin Fitton     | Norton    | Ret          |      |
| Ret     | Bill Ivy         | Matchless | Ret          |      |
| Ret     | Dennis Ainsworth | Norton    | Ret          |      |
| Ret     | Billie Nelson    | Norton    | Ret          |      |
| Ret     | Gyula Marsovszky | Matchless | Ret          |      |
| Ret     | Eduard Lenz      | Norton    | Ret          |      |
| Ret     | Ian Burne        | Norton    | Ret          |      |
| Ret     | John Somers      | Norton    | Ret          |      |
| Fuente: |                  |           |              |      |

## Resultados 350cc
En 350 c.c., Jim Redman ganó, con Mike Hailwood segundo y Giacomo Agostini, tercero. Redman y Agostini estaban ahora a la cabeza empatados en la Copa del Mundo.
| Pos. | Piloto           | Moto      | Tiempo       | Pts. |
| ---- | ---------------- | --------- | ------------ | ---- |
| 1    | Jim Redman       | Honda     | 1h 05' 07" 1 | 8    |
| 2    | Mike Hailwood    | MV Agusta | +38" 4       | 6    |
| 3    | Giacomo Agostini | MV Agusta | +2' 40" 9    | 4    |
| 4    | Renzo Pasolini   | Aermacchi | +1 Vuelta    | 3    |
| 5    | Gilberto Milani  | Aermacchi | +1 Vuelta    | 2    |
| 6    | John Cooper      | Norton    | +1 Vuelta    | 1    |
| 7    | Chris Conn       | Norton    | +1 Vuelta    |      |
| 8    | Dan Shorey       | Norton    | +1 Vuelta    |      |
| 9    | Dennis Ainsworth | Norton    | +1 Vuelta    |      |
| 10   | Stuart Graham    | AJS       | +1 Vuelta    |      |
| 11   | Alberto Pagani   | Aermacchi | +1 Vuelta    |      |
| 12   | Robin Fitton     | Norton    | +2 Vueltas   |      |
| 13   | Billie Nelson    | Norton    | +2 Vueltas   |      |
| 14   | Eduard Lenz      | AJS       | +2 Vueltas   |      |
| 15   | Roy Ingram       | Norton    | +2 Vueltas   |      |
| 16   | Bert Oosterhuis  | Norton    | +2 Vueltas   |      |
| Ret  | Silvio Grassetti | Bianchi   | Ret          |      |
| Ret  | Bruce Beale      | Honda     | Ret          |      |

## Resultados 250cc
En el cuarto de litro, la gente ya esperaba la aparición de la nueva Yamaha RD 05, un cuatro tiempos de dos cilindros que se rumorea desde hace algún tiempo. Incluso el gerente del equipo Takehiko Hasegawa tuvo que esperar un telegrama de Japón para poderla presentar, aunque este telegrama no llegó. Sin embargo, Yamaha ganó igualmente con los dos cilindros RD 56: Phil Read se convirtió en primero, Jim Redman con el Honda 3RC 164 - seis cilindros, segundo y Mike Duff, tercero.
| Pos. | Piloto           | Moto      | Tiempo     | Pts. |
| ---- | ---------------- | --------- | ---------- | ---- |
| 1    | Phil Read        | Yamaha    | 55' 56" 9  | 8    |
| 2    | Jim Redman       | Honda     | +29" 8     | 6    |
| 3    | Mike Duff        | Yamaha    | +50" 7     | 4    |
| 4    | Yoshimi Katayama | Suzuki    | +3' 10" 7  | 3    |
| 5    | Bruce Beale      | Honda     | +3' 22" 5  | 2    |
| 6    | Derek Woodman    | MZ        | +3' 25" 4  | 1    |
| 7    | Gilberto Milani  | Aermacchi | +1 Vuelta  |      |
| 8    | Renzo Pasolini   | Aermacchi | +1 Vuelta  |      |
| 9    | Ginger Molloy    | Bultaco   | +1 Vuelta  |      |
| 10   | Alberto Pagani   | Aermacchi | +1 Vuelta  |      |
| 11   | Günter Beer      | Honda     | +1 Vuelta  |      |
| 12   | Barry Smith      | Bultaco   | +1 Vuelta  |      |
| 13   | Kevin Cass       | Cotton    | +1 Vuelta  |      |
| 14   | Cees van Dongen  | Bultaco   | +1 Vuelta  |      |
| 15   | Gyula Marsovszky | Bultaco   | +2 Vueltas |      |
| 16   | Han Leenheer     | Aermacchi | +2 Vueltas |      |
| Ret  | Jack Ahearn      | Suzuki    | Ret        |      |
| Ret  | Frank Perris     | Suzuki    | Ret        |      |
| Ret  | Alex Avery       | Bultaco   | Ret        |      |
| Ret  | Raymond Bogaerdt | Aermacchi | Ret        |      |

## Resultados 125cc
En 125cc, segunda victoria para Yamaha con Mike Duff y Bill Ivy a bordo de la Yamaha RA 97. Ivy se convirtió en cuarto. Los otros lugares en el podio fueron para Suzuki (Yoshimi Katayama y Hugh Anderson). Eso no fue un problema para Anderson ya que su liderazgo en el Mundial continuaba intacto.
| Pos. | Piloto            | Moto    | Tiempo    | Pts. |
| ---- | ----------------- | ------- | --------- | ---- |
| 1    | Mike Duff         | Yamaha  | 48' 00" 3 | 8    |
| 2    | Yoshimi Katayama  | Suzuki  | +2" 6     | 6    |
| 3    | Hugh Anderson     | Suzuki  | +2" 8     | 4    |
| 4    | Bill Ivy          | Yamaha  | +13" 1    | 3    |
| 5    | Luigi Taveri      | Honda   | +1' 26" 4 | 2    |
| 6    | Giuseppe Visenzi  | Honda   | +1 Vuelta | 1    |
| 7    | Barry Smith       | Bultaco | +1 Vuelta |      |
| 8    | Jan Huberts       | Honda   | +1 Vuelta |      |
| 9    | Dieter Krumpholz  | MZ      | +1 Vuelta |      |
| 10   | Jan Kostwinder    | Honda   | +1 Vuelta |      |
| 11   | Jürgen Karrenberg | Honda   | +1 Vuelta |      |
| Ret  | Ernst Degner      | Suzuki  | Ret       |      |
| Ret  | Ralph Bryans      | Honda   | Ret       |      |
| Ret  | Klaus Enderlein   | MZ      | Ret       |      |
| Ret  | Ginger Molloy     | Bultaco | Ret       |      |
| Ret  | Frank Perris      | Suzuki  | Ret       |      |
| Ret  | Rex Avery         | AMC     | Ret       |      |
| Ret  | Bruce Beale       | Honda   | Ret       |      |
| Ret  | Phil Read         | Yamaha  | Ret       |      |

## Resultados 50cc
También en Assen victoria para Honda, pero esta vez nuevamente para Ralph Bryans. Hugh Anderson quedó en segundo lugar con la Suzuki RK 65 y Luigi Taveri con la segunda Honda RC 115 fue tercero. En la general del Mundial, Bryans ahora empata a puntos con Anderson. El australiano, sin embargo, tenía el problema de que ya había comenzado a eliminar resultados. Bryans no había anotado en dos carrerasy, por lo tanto, podría anotar más puntos en las próximas carreras.
| Pos. | Piloto          | Moto     | Tiempo    | Pts. |
| ---- | --------------- | -------- | --------- | ---- |
| 1    | Ralph Bryans    | Honda    | 30' 11" 6 | 8    |
| 2    | Hugh Anderson   | Suzuki   | +6" 6     | 6    |
| 3    | Luigi Taveri    | Honda    | +25" 5    | 4    |
| 4    | Mitsuo Itoh     | Suzuki   | +37" 4    | 3    |
| 5    | Ernst Degner    | Suzuki   | +1' 22"   | 2    |
| 6    | Cees van Dongen | Kreidler | +2' 31" 8 | 1    |
| 7    | Gerhard Thurow  | Kreidler | +1 Vuelta |      |
| Ret  | Michio Itchino  | Suzuki   | Ret       |      |